# Dussia
Genre
Classification phylogénétique
Dussia est un genre de plantes à fleurs dicotylédones de la famille des Fabaceae, sous-famille des Faboideae, originaire d'Amérique centrale et d'Amérique du Sud, qui comprend une dizaine d'espèces acceptées.

## Liste d'espèces
Selon The Plant List (5 novembre 2018) :
- Dussia atropurpurea N. Zamora, R.T. Penn. & C.H. Stirt.
- Dussia coriacea Pierce
- Dussia cuscatlanica (Standl.) Standl. & Steyerm.
- Dussia discolor (Benth.) Amshoff
- Dussia foxii Rudd
- Dussia lehmannii Harms
- Dussia macroprophyllata (Donn.Sm.) Harms
- Dussia martinicensis Taub.
- Dussia mexicana (Standl.) Harms
- Dussia sanguinea Urb. & Ekman
- Dussia tessmannii Harms